# 處月部
炽俟部或处月部（Chigil、Chihil、Cihil、Chiyal）是一支已经灭绝的突厥语族群，自7世纪起分布在伊塞克湖地区，一般认为是悦般-西突厥混血。

## 词源
汉学家尤里·阿列克谢耶维奇·祖耶夫指出，“處月”这个译名可能是仿译为“月[神]居处”；“處密”则是“日[神]居处”，其中“密”对译中古伊朗语神名Mihr，是祆教主神，掌管盟约、誓言和光明，与太阳有模糊的联系。不过，祖耶夫引Gabain（1931、1934）指出，无论是突厥佛经还是突厥摩尼教文献，都没有在提到日月（突厥语kün ay）时给出宗谱的含义。令人困惑的是，祖耶夫还将Chigil与波斯语čihil“40”联系起来。
Kamoliddin (2006)提出，民族地名Chigil包含语素-il（突厥语“土地、国家”）。Alyılmaz (2017)将Čigil释为部落名Çik（古突厥语 𐰲𐰃𐰚:𐰉𐰆𐰑𐰣 Çik bodun）加复数后缀-GIl的产物，这个部落在《唐会要》中被记作“赤”，在毗伽可汗的鄂尔浑碑铭中被称为黠戛斯的盟友、后突厥的敌人。不过《唐会要》中“赤部”和沙陀部并举，
不过Atwood (2010)根据埃·捷尼舍夫 (1965) & Saguchi (1986)的研究，对学术界普遍将炽俟部视同处月部（沙陀部的来源）的看法表示怀疑，因为“处月”的名称与现代甘肃裕固族的一支“骨”（部落）——Chunghyl的发音很接近。
至于*Čömül（阿拉伯语 Jumul جمل），H. W. Bailey认为其来自伊朗语*čamṛta < čam-“像战士一样大步走”，取“挺进者”之义。

## 历史
Hamilton (1962)、Zuev (2002)首次将炽俟部与《隋书》中提到的铁勒職乙部联系起来。不过，由于原文“薄落職乙咥”无标点，因此对这些人名、族名之断也各不相同，例如可能断作“[薄落職][乙咥]”两部。
根据中世纪文献的记载，哈萨克斯坦Жикиль（Zhikil'）城距离塔拉兹只有“一声喊的距离”。11世纪麻赫穆德·喀什噶里的一个故事提出了关于Chigil的民间词源，将其追溯至公元前4世纪的Zu-l-Karnein（即亚历山大大帝）：
Zu-l-Karnein军到达摩尼教国家Argu的塔拉兹时，一场暴雨形成了厚厚的泥浆。道路变得无法通行，愤怒的Zu-l-Karnein用波斯语喊道：“In chi gil ast?!”–“这是什么泥？！我们出不去了！”于是下令在原地建造一座名为“Chigil”的建筑，这里的突厥人于是也被称为Chigils。从Djeyhun（阿姆河）到中国，穿Chigil样式的长服的游牧突厥人也被称为Chigil ... 游牧Chigil（及Tukhsī]]）居住在Barsghān以外的Quyās镇附近，两条Keykān河汇入伊犁河，为他们提供了水源i ... 该部落的另一支居住在塔拉兹附近的Chigil镇，第三支分部在喀什噶尔附近的同名村庄。
喀什噶尔称，乌古斯人习惯把乌浒水到中原的所有突厥人都叫做“Chigil”。
若中国文献中的“处月”确实是Chigil人，则处月的后裔沙陀部也将是Chigil的一支。沙陀贵族李克用本姓朱耶~朱邪，其父朱邪赤心受唐朝天子赐李姓。李克用之子李存勖建立后唐（923–936）。
祖耶夫据司马光《资治通鉴》指出“沙陀本朱耶”，并进一步断言“朱邪”对译突厥语的jüz“百”。Chigil-沙陀人信仰摩尼教，“百”不仅见于军事词，也是宗教范畴，如yüz er“百僧”，古突厥碑铭一些摩尼教黠戛斯石碑上就有记载。
Chigil、样磨与突骑施一支、鄂尔浑突厥后裔踏实力部（Tuhsi）联合为葛逻禄，自9世纪以来基本上混同了。《世界境域志》（982–3）将Chigil人描述为葛逻禄叶护国的成员，占据了七河地区，包括葛逻禄以北以东的伊塞克湖周围。据描述，他们拥有巨额财富，国王“是自己人”。另据报道，“他们中的一些崇拜太阳和星星”。
Chigil是喀喇汗国的主体民族，是军队的主力。9世纪时，Chigil与样磨两部形成了葛逻禄的核心，此外还有谋落/謀剌（Bulaq？）、踏實力（Tashlyk？）、娑匐（Sebeğ？）与熾俟。Golden (1992)临时性地将“熾俟”与“處月”等同，同时Atwood (2010.1)将“熾俟”与《旧唐书》“朱斯”相联系；没有将“熾俟~朱斯”与“處月”相联系，而与沙陀部“朱邪”相联系。这个葛逻禄语汗国分为东西两部分，有各自的可汗，以东为长，首都设在喀什与八剌沙衮（邻近吉尔吉斯斯坦托克马克的Buran）。他来自Chigil部，头衔是Arslan Kara-Hakan；西可汗来自样磨，头衔是Bogra Kara-Kagan，首都在塔拉兹，后来移动到撒马尔罕。
11世纪，Chigil人逐渐独立出来。喀什噶尔称他们分三部。
在蒙古征服突厥斯坦后，北部及天山地区的突厥人（Chigil、样磨、葛逻禄、阿儿浑、踏实力等不得不将领土让给东边的游牧族群，迁徙到了河中地区和喀什地区。
目前在土耳其还有4个村庄被称为“Chigil”，这表明一些Chigil人在蒙古入侵后迁徙到小亚细亚。

## 宗教
Chigil人以宗教奉献而闻名。最早对Chigil人的描述是他们信奉摩尼教，后来则有聂斯脱里教的描述。七河地区是前Chigil人的领地，有丰富的基督教和前基督教遗址，塔拉兹地区的宗教遗迹和历史记录尤其丰富。已经灭绝的本都突厥人加告兹人以坚定地信仰希腊正教而著称，有一个民间传说，说他们是Chigil人的后裔。
摩尼教中，狮子是威武无情的兽中之王，是一个中心形象。这是一种外来的意识形态：狮子并不是中亚的原生动物，因此对中亚人来说原本并不具有象征意义。身着长袍的Chigil居民的礼拜堂没有经济活动痕迹，标志是狮子（突厥语Arslan, Bars）。
塔拉兹、摩尼教和狮子之间的关系记录在突厥摩尼教《两根本圣书》（Iki Jïltïz Nom）中，勒柯克在吐鲁番的高昌国遗址（1907）发现了残片。这本书是献给Chigil-Arslan部落的统治者（Beg）的，名字分别是Il-Tirgüg、Ap-Burguchan、Alp-Tarhan [Henning, 1977, p. 552]，完成于Argu-Tala城。手稿跋文提到了使用该书的Arslan Mengü。塔拉兹有4个摩尼教修道院，分别位于Chigil-balyk、Kashu、Ordu-kent、Yigyan-kent。
7世纪中叶，西突厥叶护阿史那贺鲁在起义中联合了处月、处密和葛逻禄人。祖耶夫将阿史那贺鲁的古突厥语名字构拟为*Aru，他认为这与突厥摩尼教的arïg（如arïg dïntar“纯洁的祭司”）是一个词。

## 地名证据
中世纪文献中记载的许多居民点名称都来自Chigil，例如新疆Chigil-kant、Chigil-balyk以及七河地区的Chigil：
文献提及，伊塞克湖南岸曾有Yar城，是Djikil（即Chigil）部首领的居所，至今的地名仍是Chil。该地名的各种形式均来自突厥族群名Chiyal（即Chigil）。